# Лелідорп
Лелідорп (нід. Lelydorp) — друге за величиною місто в Суринамі, адміністративний центр округу Ваніка. Населення складає близько 15576 чоловік.
Спочатку місто називалося Кофі-Дйомпо (Kofi Djompo), але в 1905 році було перейменоване на честь голландського інженера і архітектора Корнеліса Лелі, який був автором безлічі великих будівельних проектів в Нідерландах, а також губернатором Суринаму. Корнеліс Лелі був відправлений у Суринам голландським урядом для пошуків золота.
Зі старою назвою міста пов'язана одна цікава історія про марона-повстанця на ім'я Кофі, якого спіймали голландські гнобителі і обезголовили. Його голова була надіта на палицю і поставлена на човен на знак іншим рабам втікачам, які ховалися в джунглях. За легендою, коли човен досягнув середини річки, голова Кофі вистрибнула з човна і пропала. Слово Kofi означає «народжений в п'ятницю» (Кофі Аннан також був народжений в п'ятницю), а слово Djompo — «стрибок».
Місто Лелідорп більше схоже на село, а не на місто. Населення Ваніка становить приблизно 80 тис. чоловік, площа — 444 км². З такіой щільністю населення Ваніка є одним з найбільш урбанізованих округів. Лелідорп також є важливим зупинним пунктом між Парамарибо і аеропортом.
Населення в основному складається з яванців, гіндустані, креолів, європейських і португальських євреїв.